# Helenoscoparia scintillulalis
Helenoscoparia scintillulalis là một loài bướm đêm trong họ Crambidae.